# Шацилло, Вадим Генрихович
Вадим Генрихович Шацилло (28.08.1928, Днепропетровск — 03.06.2001, Екатеринбург) — директор СвердНИИхиммаша (1977—1991), лауреат Ленинской премии и Государственной премии СССР.
Окончил Казанский химико-технологический институт (1951), инженер-механик.
До 1956 г. работал в Днепропетровске.
В 1956—1991 гг. — в СвердНИИхиммаше: заместитель директора по науке (одновременно с 1975 г. главный конструктор по радиохимическому оборудованию), в 1977—1991 гг. — директор.
Руководил разработкой специальных центрифуг, опреснительной техники, оборудования для радиохимических производств и др.
Основатель научной школы по процессам и аппаратам радиохимической технологии. Председатель координационного совета Министерства среднего машиностроения СССР по оборудованию для радиохимических и гидрометаллургических производств.
Доктор технических наук.
Автор 180 печатных работ. Получил 29 авторских свидетельств на изобретения.
Ленинская премия 1966 г. за опреснительный комплекс г. Шевченко.
Государственная премия СССР 1978 г. за создание и пуск нового промышленного комплекса.
Награждён орденами Октябрьской Революции (1971), Трудового Красного Знамени (1962), медалями.
Похоронен на Нижне-Исетском кладбище.
Сочинения:
- Гидромеханический способ очистки промышленного оборудования / В. Г. Шацилло, Ю. Г. Чернышев // Атомная энергия / АН СССР. — М. : Атомиздат, 1980. — Т. 49, вып. 6.
- Чернышев Ю. Г., Шацилло В. Г., & Вайсблат М. Б. (1983). Гидравлическая очистка внутренних поверхностей труб компрессоров. Записки Горного института, 97, 22.
- Исследование и конструирование аппаратов химической технологии [Текст] : [Сборник статей] / Под ред. инж. В. Г. Шацилло. — Москва : [б. и.], 1960. — 71 с. : ил.; 26 см.
- «Опреснение соленых вод», международный симпозиум (1973; Гейдельберг). Обзор материалов IV Международного симпозиума «Опреснение соленых вод» [Текст] / Под ред. канд. техн. наук В. Г. Шацилло. — Москва : [б. и.], 1974. — 94 с. : ил.; 26 см.